# Maspie-Lalonquère-Juillacq
 Maspie-Lalonquère-Juillacq  es una población y comuna francesa, en la región de Aquitania, departamento de Pirineos Atlánticos, en el distrito de Pau y cantón de Lembeye.

## Demografía
| 263 | 233 | 205 | 218 | 233 | 224 |
| Para los censos de 1962 a 1999 la población legal corresponde a la población sin duplicidades (Fuente: INSEE [Consultar]) |     |     |     |     |     |